# Graham Potter
Graham Stephen Potter (Solihull, 1975. május 20. –) angol labdarúgóedző, korábbi labdarúgó, aki balhátvédként játszott. 2025 óta a West Ham United vezetőedzője.
Tizenhárom évig volt labdarúgó, 307 mérkőzést játszott alsóbb osztályokban, illetve a Premier League-ben a Southampton játékosaként. Nemzetközi szinten egyszer játszott az angol U21-es válogatottban.
2011 januárjában kezdte edzői karrierjét, a svéd Östersundnál. Háromszor jutott fel a csapattal és megnyerte a svéd labdarúgókupát, eljutva a 2017–18-as Európa-liga egyenes kieséses szakaszáig. 2018 júniusában kinevezték a Swansea City vezetőedzőjének, ahonnan egy évvel később a Premier League-ben szereplő Brighton & Hove Albion csapatához távozott. Három évig volt a csapat vezetőedzője és alatta gyakran kiemelkedő teljesítményt nyújtott a Brighton. 2022 őszén a Chelsea a távozó Thomas Tuchel helyére szerződtette, ahonnan egy fél szezonnal később távozott is 2023. április 2-án.

## Statisztikák

### Játékosként
| Csapat                         | Szezon    | Bajnokság      | Bajnokság | Bajnokság | FA-Kupa  | FA-Kupa | Ligakupa | Ligakupa | Egyéb    | Egyéb | Összesen | Összesen |
| Csapat                         | Szezon    | Osztály        | Mérkőzés  | Gólok     | Mérkőzés | Gólok   | Mérkőzés | Gólok    | Mérkőzés | Gólok | Mérkőzés | Gólok    |
| ------------------------------ | --------- | -------------- | --------- | --------- | -------- | ------- | -------- | -------- | -------- | ----- | -------- | -------- |
| Birmingham City                | 1992–1993 | Másodosztály   | 18        | 2         | 1        | 0       | 0        | 0        | 4        | 0     | 23       | 2        |
| Birmingham City                | 1993–1994 | Másodosztály   | 7         | 0         | 0        | 0       | 0        | 0        | 2        | 0     | 9        | 0        |
| Birmingham City                | Összesen  | Összesen       | 25        | 2         | 1        | 0       | 0        | 0        | 6        | 0     | 32       | 2        |
| Wycombe Wanderers (kölcsönben) | 1993–1994 | Harmadosztály  | 3         | 0         | 0        | 0       | 1        | 0        | 1        | 0     | 5        | 0        |
| Stoke City                     | 1993–1994 | Másodosztály   | 3         | 0         | 2        | 0       | 0        | 0        | 0        | 0     | 5        | 0        |
| Stoke City                     | 1994–1995 | Másodosztály   | 1         | 0         | 0        | 0       | 1        | 0        | 0        | 0     | 2        | 0        |
| Stoke City                     | 1995–1996 | Másodosztály   | 41        | 1         | 2        | 0       | 3        | 0        | 5        | 0     | 51       | 1        |
| Stoke City                     | Összesen  | Összesen       | 45        | 1         | 2        | 0       | 4        | 0        | 5        | 0     | 58       | 1        |
| Southampton                    | 1996–1997 | Premier League | 8         | 0         | 0        | 0       | 2        | 0        | —        | —     | 10       | 0        |
| West Bromwich Albion           | 1996–1997 | Másodosztály   | 6         | 0         | 0        | 0       | 0        | 0        | —        | —     | 6        | 0        |
| West Bromwich Albion           | 1997–1998 | Másodosztály   | 5         | 0         | 0        | 0       | 0        | 0        | —        | —     | 5        | 0        |
| West Bromwich Albion           | 1998–1999 | Másodosztály   | 22        | 0         | 1        | 0       | 1        | 0        | —        | —     | 24       | 0        |
| West Bromwich Albion           | 1999–2000 | Másodosztály   | 10        | 0         | 0        | 0       | 2        | 0        | —        | —     | 12       | 0        |
| West Bromwich Albion           | Összesen  | Összesen       | 43        | 0         | 1        | 0       | 3        | 0        | 0        | 0     | 47       | 0        |
| Northampton Town (kölcsönben)  | 1997–1998 | Másodosztály   | 4         | 0         | 0        | 0       | 0        | 0        | 1        | 0     | 5        | 0        |
| Reading (kölcsönben)           | 1999–2000 | Másodosztály   | 4         | 0         | 0        | 0       | 0        | 0        | 1        | 0     | 5        | 0        |
| York City                      | 2000–2001 | Harmadosztály  | 38        | 2         | 4        | 1       | 2        | 0        | 0        | 0     | 44       | 3        |
| York City                      | 2001–2002 | Harmadosztály  | 37        | 2         | 6        | 2       | 1        | 0        | 0        | 0     | 44       | 4        |
| York City                      | 2002–2003 | Harmadosztály  | 39        | 1         | 2        | 0       | 1        | 0        | 1        | 0     | 43       | 1        |
| York City                      | Összesen  | Összesen       | 114       | 5         | 12       | 3       | 4        | 0        | 1        | 0     | 131      | 8        |
| Boston United                  | 2003–2004 | Harmadosztály  | 12        | 0         | 1        | 0       | 1        | 0        | 1        | 0     | 15       | 0        |
| Shrewsbury Town (kölcsönben)   | 2003–2004 | Ötödosztály    | 5         | 0         | —        | —       | —        | —        | —        | —     | 5        | 0        |
| Macclesfield Town              | 2003–2004 | Harmadosztály  | 16        | 2         | 0        | 0       | 0        | 0        | 0        | 0     | 16       | 2        |
| Macclesfield Town              | 2004–05   | Negyedosztály  | 41        | 6         | 3        | 0       | 1        | 0        | 3        | 0     | 48       | 6        |
| Macclesfield Town              | Összesen  | Összesen       | 57        | 8         | 3        | 0       | 1        | 0        | 3        | 0     | 64       | 8        |
| Összesen                       | Összesen  | Összesen       | 320       | 16        | 22       | 3       | 16       | 0        | 19       | 0     | 377      | 19       |

### Edzőként
Frissítve: 2023. április 1.
| Csapat                 | –tól                | –ig                 | Mérleg | Mérleg | Mérleg | Mérleg | Mérleg | For.              |
| Csapat                 | –tól                | –ig                 | M      | Gy     | D      | V      | Gy %   | For.              |
| ---------------------- | ------------------- | ------------------- | ------ | ------ | ------ | ------ | ------ | ----------------- |
| Östersund              | 2011. január 24.    | 2018. június 11.    | 249    | 127    | 60     | 62     | 51.0   | [ 3 ] [ 4 ] [ 5 ] |
| Swansea City           | 2018. június 11.    | 2019. május 20.     | 51     | 21     | 11     | 19     | 41.2   | [ 6 ]             |
| Brighton & Hove Albion | 2019. május 20.     | 2022. szeptember 8. | 135    | 42     | 46     | 47     | 31.1   | [ 6 ]             |
| Chelsea                | 2022. szeptember 8. | 2023. április 2.    | 31     | 12     | 8      | 11     | 38.7   | [ 6 ]             |
| Összesen               | Összesen            | Összesen            | 466    | 202    | 125    | 139    | 43.3   |                   |

## Díjak és elismerések

### Edzőként

#### Östersund
- Svéd kupa: 2016–2017[7]
- Svéd harmadosztály (Division 1 Norra): 2012[8]
- Svéd negyedosztály (Division 2 Norrland): 2011[9]

#### Egyéni
- Svéd labdarúgódíj – Az év menedzsere: 2016,[10] 2017[11]
- Svéd sportdíj – Az év edzője: 2017[12]